# Мокока
Мокока (порт. Mococa)  —  муниципалитет в Бразилии, входит в штат Сан-Паулу. Составная часть мезорегиона Кампинас. Входит в экономико-статистический  микрорегион Сан-Жуан-да-Боа-Виста. Население составляет 70 896 человек на 2006 год. Занимает площадь 854,074 км². Плотность населения — 83,0 чел./км².

## История
Город основан 24 марта 1871 года. 

## Статистика
- Валовой внутренний продукт на 2003 составляет 652.751.790,00 реалов (данные: Бразильский институт географии и статистики).
- Валовой внутренний продукт на душу населения на 2003 составляет 9.535,49 реалов (данные: Бразильский институт географии и статистики).
- Индекс развития человеческого потенциала на 2000 составляет 0,809 (данные: Программа развития ООН).

## География
Климат местности: горный тропический. В соответствии с классификацией Кёппена, климат относится к категории Aw.